# Eremostachys eriocalyx
Eremostachys eriocalyx là một loài thực vật có hoa trong họ Hoa môi. Loài này được Regel mô tả khoa học đầu tiên năm 1886.